# Parolier
Cet article concerne un métier artistique. Pour le recueil, voir Parolier (recueil).

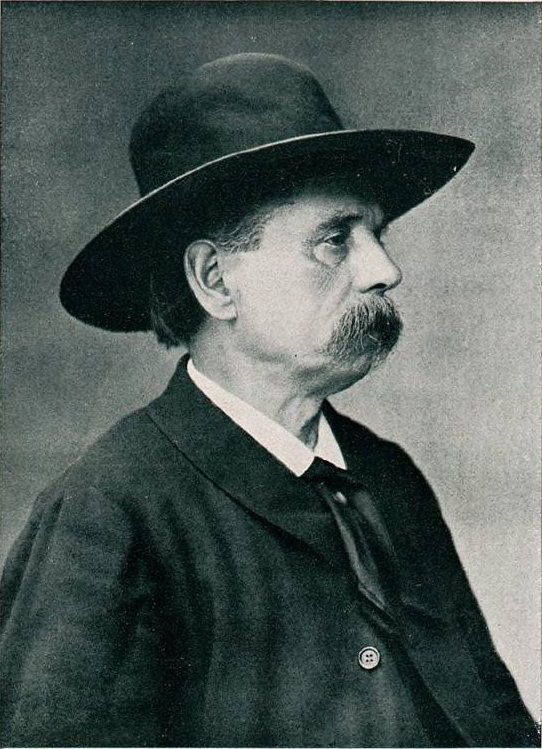
Jean Baptiste Clément photographié par Nadar.

Un parolier, ou une parolière, écrit le texte d'une chanson, la mélodie étant l'œuvre du compositeur, ou du beatmaker. L'antériorité des paroles ou de la musique peut varier, mais on ne nommera en général « parolier » que l'auteur qui a intentionnellement conçu un texte pour une chanson et non celui dont le texte a été mis ultérieurement en musique (comme les poèmes de facture classique). Certains auteurs (par exemple Pierre Grosz) distinguent les appellations « parolier » et « auteur de chansons » sur cette notion de l'antériorité : le parolier écrit sur de la musique, l'auteur de chansons propose ses textes au compositeur.
On parle d'auteur-compositeur quand une personne compose les paroles et la musique de chansons, et d'auteur-compositeur-interprète si, de plus, elle les chante.
Le terme « lyriciste » (dérivé de l'anglais « lyrics » signifiant les paroles d'une chanson) désigne en français l'auteur des parties chantées des comédies musicales ; l'auteur du livret (parties non chantées) est quant à lui appelé librettiste. Comme précédemment, certains auteurs peuvent cumuler les deux fonctions, voire plus.

## Paroliers francophones contemporains célèbres
- Bertrand Cantat
- Jean-Louis Aubert
- Damien Saez
- Ralph Bernet
- Bénabar
- Jacques Bertin
- Michel Sardou
- Serge Lama
- Didier Barbelivien
- Claude Moine
- Boris Bergman
- Jean Fauque
- Jean-Pierre Bourtayre
- Philippe Labro
- Michel Mallory
- Pierre Billon
- Long Chris
- Vline Buggy
- Cali
- Christine Charbonneau
- Jean-Loup Dabadie
- Yves Dessca
- Jacques Duvall
- Mylène Farmer
- Lionel Florence
- Brigitte Fontaine
- Kaaris
- Jean-Jacques Goldman
- Pierre Grosz
- Patrice Guirao
- Thierry Illouz
- Michel Jourdan
- Jean-Félix Lalanne
- Pierre Lapointe
- Éric Lareine
- Pierre-Yves Lebert
- Claude Lemesle
- Raymond Lévesque
- Eddy Marnay
- Miossec
- J. P. Nataf
- Marie Nimier
- Christian Olivier
- Luc Plamondon
- Jacques Plante
- Raphael
- Jean-Pierre Riou
- Michel Rivard
- Jean-Michel Rivat
- Jean-Max Rivière
- André Salvet
- Sapho
- Olivier Schultheis
- Renaud Séchan
- Nicola Sirkis
- Alain Souchon
- Roger Tabra
- Hubert-Félix Thiéfaine
- Frank Thomas
- Jean-Pierre Vallotton
- Michel Vaucaire
- Gilles Vigneault
- Pascal Obispo
- Zazie
- Oxmo Puccino
- Booba
- Youssoupha
- Akhenaton
- Nekfeu
- Karim Berrouka
- Damso

## Paroliers francophones historiques (classés par date de décès)
- 1464 François Villon
- 1716 Philippe-Emmanuel de Coulanges
- 1811 Marie-Joseph Chénier
- 1836 Rouget de Lisle
- 1857 Pierre-Jean de Béranger
- 1864 Ernest Bourget
- 1867 Charles Baudelaire
- 1885 Victor Hugo
- 1887 Eugène Pottier
- 1888 Marc Constantin
- 1891 Arthur Rimbaud
- 1896 Paul Verlaine
- 1903 Jean Baptiste Clément
- 1925 Théodore Botrel
- 1925 Aristide Bruant
- 1931 Pierre d'Amor
- 1959 Boris Vian
- 1969 Henri Varna
- 1974 Robert Gall
- 1975 Géo Koger
- 1977 Jacques Prévert
- 1978 Jacques Brel
- 1981 Georges Brassens
- 1981 Bernard Dimey
- 1982 Louis Aragon
- 1985 Jean-Roger Caussimon
- 1986 Maurice Vidalin
- 1988 Félix Leclerc
- 1991 Serge Gainsbourg
- 1992 Michel Berger
- 1992 Louis Amade
- 1993 Léo Ferré
- 1995 Pierre Cour
- 1997 Barbara
- 2000 Gilles Thibaut
- 2003 Georges Coulonges
- 2003 Jean Dréjac
- 2003 Jacques Plante
- 2004 Étienne Roda-Gil
- 2004 Claude Nougaro
- 2006 Pierre Delanoë
- 2006 Jacques Lanzmann
- 2010 Jean Ferrat
- 2011 Claude Léveillée
- 2011 Claude Delécluse
- 2011 Allain Leprest
- 2012 Georges Aber
- 2013 Georges Moustaki
- 2014 Nicolas Skorsky
- 2015 Guy Béart
- 2018 Charles Aznavour
- 2020 Michelle Senlis
- 2020 Anne Sylvestre
- 2020 Guy Thomas